# Miller Township (comté de Gentry, Missouri)
Pour les articles homonymes, voir Miller Township.
Miller Township est un township du comté de Gentry dans le Missouri, aux États-Unis,.
Le township est baptisé en référence à Isaac Miller, un pionnier.

## Source de la traduction
- (en) Cet article est partiellement ou en totalité issu de l’article de Wikipédia en anglais intitulé « Miller Township, Gentry County, Missouri » (voir la liste des auteurs).